# 대한민국 형사소송법 제157조
대한민국 형사소송법 제157조는 선서의 방식에 대한 형사소송법의 조문이다.

## 조문
제157조(선서의 방식) ① 선서는 선서서에 의하여야 한다.
②선서서에는 「양심에 따라 숨김과 보탬이 없이 사실 그대로 말하고 만일 거짓말이 있으면 위증의 벌을 받기로 맹세합니다」라고 기재하여야 한다.
③재판장은 증인으로 하여금 선서서를 낭독하고 기명날인 또는 서명하게 하여야 한다. 단, 증인이 선서서를 낭독하지 못하거나 서명을 하지 못하는 경우에는 참여한 법원사무관등이 이를 대행한다.  <개정 2007.6.1.>
④선서는 기립하여 엄숙히 하여야 한다.

第157條(宣誓의 方式) ① 宣誓는 宣誓書에 依하여야 한다.
②宣誓書에는 「양심에 따라 숨김과 보탬이 없이 사실 그대로 말하고 만일 거짓말이 있으면 위증의 벌을 받기로 맹세합니다」라고 記載하여야 한다.
③裁判長은 證人으로 하여금 宣誓書를 朗讀하고 기명날인 또는 서명하게 하여야 한다. 但, 證人이 宣誓書를 朗讀하지 못하거나 署名을 하지 못하는 境遇에는 參與한 법원사무관등이 이를 代行한다.  <개정 2007.6.1.>
④宣誓는 起立하여 嚴肅히 하여야 한다.

## 참고 문헌
- 손동권 신이철, 새로운 형사소송법(초판, 2013), 세창, 2013. ISBN 9788984114081

## 같이 보기
- 증인